# روبرت دود (لاعب كرة قاعدة)
روبرت دود (بالإنجليزية: Robert Dodd)‏ هو لاعب كرة قاعدة أمريكي، ولد في 14 مارس 1973 في كانساس سيتي في الولايات المتحدة.

## وصلات خارجية
- روبرت دود على موقع دوري كرة القاعدة الرئيسي (الإنجليزية)
- روبرت دود على موقعبيزبول رفرنس.كوم (الدوري الرئيسي) (الإنجليزية)
- روبرت دود على موقعبيزبول رفرنس.كوم (الدوري الثانوي) (الإنجليزية)
- روبرت دود على موقع إي إس بي إن.كوم (أم.أل.بي) (الإنجليزية)
- روبرت دود على موقع مشجعي الرسوم البيانية (الإنجليزية)